# Zwarttip-smalboktor
De zwarttip-smalboktor (Stictoleptura fulva) is een keversoort uit de familie van de boktorren (Cerambycidae). De wetenschappelijke naam van de soort werd voor het eerst geldig gepubliceerd in 1775 door Charles De Geer.